# Ustîvîțea, Velîka Bahacika
Ustîvîțea (în ucraineană Устивиця) este localitatea de reședință a comunei Ustîvîțea din raionul Velîka Bahacika, regiunea Poltava, Ucraina. În secolul al XIX-lea, orașul făcea parte din volostul Ustîvîțea, uezdul Mirhorod.

## Demografie
Componența lingvistică a localității Ustîvîțea
     Ucraineană (96,56%)
     Rusă (3,3%)
     Alte limbi (0,05%)
Conform recensământului din 2001, majoritatea populației localității Ustîvîțea era vorbitoare de ucraineană (96,56%), existând în minoritate și vorbitori de rusă (3,3%).